# Хортензии
Хортензиите (Hortensii) са плебейска фамилия в Древен Рим, която дава сенатори през 2 век пр.н.е.
Известни с това име:
- Квинт Хортензий (диктатор), римски диктатор 287 пр.н.е., Lex Hortensia
- Квинт Хортензий (консул 108 пр.н.е.), консул 108 пр.н.е.
- Луций Хортензий, проконсул в Сицилия
  - Квинт Хортензий Хортал, оратор, консул 69 пр.н.е.
    - Хортензия (оратор), ораторка
    - Квинт Хортензий, претор 45 пр.н.е.
- Хортензия, съпруга на Гай Фулвий Плавциан, майка на Фулвия Плавцила, съпругата на Каракала